# Родезија
Република Родезија је била самопроглашена, међународно непризната држава у јужној Африци, која је постојала од 1965. до 1979. године. Обухватала је територију данашњег Зимбабвеа. Главни град државе био је Солсбери (енгл. Salisbury; данас Хараре), а сматрана је дефакто државом-наследницом бивше британске колоније Јужне Родезије (чија је прва влада била формирана 1923. године).
Влада претежно белачког састава Јужне Родезије стално је одлагала предавање власти у руке црначке домородачке већине, упркос притисцима из Уједињеног Краљевства. Белачка влада је напослетку једнострано прогласила независност од Велике Британије 11. новембра 1965. године. Влада је првобитно тражила чланство у Комонвелту, али је касније напустила ту политику и конституисала се као република 1970. године.
Непосредно пре проглашења независности, због одбијања да препусте део власти и црначкој већини, герилске организације (Афрички национални савез Зимбабвеа под вођством Роберта Мугабеа и Афрички народни савез Зимбабвеа Џошуе Нкомоа), потпомогнуте и наоружаване из Кине и Совјетског Савеза, започеле су рат за свргавање мањинске власти белаца, али и између себе, ради стицања војне и политичке превласти.
Рат је трајао између 1964. и 1979. године. Слабо обучени и недисциплиновани герилци у почетку нису могли да се носе са Родезијском армијом, али је под све снажнијим међународним притиском и суочен са све тежом набавком муниције и ратног материјала, премијер Ијан Смит био принуђен да започне преговоре са умереним црначким политичарима. Ови преговори су довели до политичких промена у земљи, интерног споразума и формирања нове државе под именом „Република Зимбабве Родезија“, 1. јуна 1979. На место председника владе Републике Зимбабве Родезије дошао је припадник црначке већине Абел Музорева, методистички бискуп и националистички политичар.
Влада Уједињеног Краљевства није била задовољна оваквим решењем, па је иницирала нове преговоре који су одржани од 10. септембра да 15 децембра 1979, у вили „Ланкастер хаус“ у Лондону, под председавањем лорда Карингтона, британског министра иностраних послова. Музорева је био приморан да прихвати изборе.
На основу споразума у Ланкастер хаусу, управа над земљом је 11. децембра 1979. враћена Британској империји. Наредног дана је управу преузео лорд Соумс, а држава је формално поново постала колонија под именом Јужна Родезија.
Скупштински избори су одржани крајем фебруара 1980, након кампање коју су обележиле масовно застрашивање и бројна друга кршења људских права Мугабеовог ЗАНУ. Власти Уједињеног Краљевства су на кратко разматрале могућност дисквалификовања ЗАНУ из учешћа у изборима због флагрантног кршења Споразума из Ланкастер хауса, али на крају нису предузеле ништа.
Дана 4. марта 1980, Мугабеов ЗАНУ је однео убедљиву победу. Ривалски УАНЦ је освојио само три од осамдесет места резервисаних за црначко становништво у Представничком дому.
Јужна Родезија је под Мугабеовим вођством 18. априла 1980. постала Република Зимбабве.